# مجتمع جمهوري جديد
يُشير المجتمع الجمهوري الجديد (NRG) إلى المجتمع الجمهوري الهولندي الذي تأسس في يناير من عام 1998 في أمستردام على يد إيوت إيرجانج وإليزابيث فان دير ستينهوفن ليكون بديلاً عن المجتمع الجمهوري الذي كان يسمح فقط بتعيين الأعضاء الجدد بالاختيار المشترك للأعضاء الحاليين.

## الأهداف
كان المجتمع الجمهوري الجديد معارضًا للنظام الملكي في هولندا بسبب طبيعته المتعاقبة، وكان يطمح في تشكيل جمهورية بوسائل ديمقراطية. وكان السبب المباشر وراء تأسيس المجتمع الجمهوري الجديد هو الاحتفالات التي ميَّزت الذكرى الستين لميلاد الملكة بياتريكس وإغلاق ميدان دام في أمستردام بسبب هذه الاحتفالات. في العشرين من يناير عام 1998، أصدر المجتمع الجمهوري الجديد بيانًا جمهوريًا رسميًا. وفي التاسع والعشرين من يناير من العام نفسه، أعلن المتحدث الرسمي السابق باسم المجتمع الجمهوري الجديد، إيريك فان دين مايزونبيرج، في ميدان دام تحت سمع وبصر الصحافة الدولية عن قيام الجمهورية الثالثة في هولندا.
ويسعى المجتمع الجمهوري الجديد إلى تقليص التناقض بين شكل الحكومة الهولندية وبين النظام الجمهوري عن طريق إيجاد شكل جمهوري للحكومة. وبالفعل، نجح المجتمع الجمهوري الجديد في تحقيق هذا الأمر عن طريق العديد من التطورات والأحداث التي وقعت نتيجة للخلافات الحتمية، حيث كان يقوم بدراسة هذه الأحداث بطريقة نقدية ويشجع على مناقشة هذا الموضوع. واتسم المجتمع الجمهوري الجديد بالنشاط في هذه المنطقة، ليس فقط على المستوى الوطني ولكن أيضًا على المستوى الإقليمي.
وتحولت المنظمة في ثماني سنوات من مجرد حركة صغيرة تضم عددًا قليلاً من الأعضاء إلى رابطة تضم أكثر من 1300 عضو وسبعة مكاتب إقليمية اعتبارًا من عام 2006.
وظهر هذا المجتمع واضحًا بين الحركات الأخرى في حفل زفاف ولي العهد الأمير ويليام ألكسندر والأميرة ماكسيما زوريجويتا في الثاني من فبراير عام 2002.
وبعد توسيع عضوية الاتحاد الأوروبي، أرسلت ثلاث عشرة منظمة جمهورية من جميع الأنظمة الملكية في الاتحاد الأوروبي عريضة إلى البرلمان الأوروبي في الأول من مايو عام 2004. وطالبت هذه المنظمات بإلغاء النظام الملكي الدستوري من جميع أنحاء الاتحاد الأوروبي. وكانت هذه العريضة بمبادرة المجتمع الجمهوري البلجيكي (Republikeinse Kring-CRK). وفي هولندا، كان المجتمع الجمهوري الجديد هو من قام بتوقيع هذه العريضة.

## وصلات خارجية
- Official Website